# Halfwaardebreedte

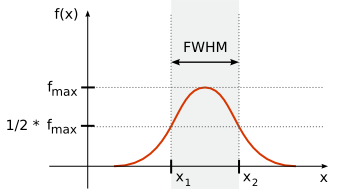
Halfwaardebreedte (FWHM,full width at half maximum)

De halfwaardebreedte is de breedte van een piek in een functie op zijn halve hoogte, dat wil zeggen het verschil tussen de punten waarin de functie de halve hoogte van de piek bereikt. In het Engels wordt hiervoor de afkorting FWHM (full width at half maximum) gebruikt.

## Definitie
De functie {\displaystyle f(x)} kent een maximum bij {\displaystyle x_{max}}. Bij de waardes {\displaystyle x_{1}} en {\displaystyle x_{2}}, aan weerszijden van de piek, bereikt de functie de helft van het maximum: 
{\displaystyle f(x_{1})=f(x_{2})={\tfrac {1}{2}}f(x_{max})}
De halfwaardebreedte is dan {\displaystyle |x_{1}-x_{2}|}.

### Voorbeeld
De kansdichtheid van de {\displaystyle N(0,\sigma ^{2})}-verdeling is:
{\displaystyle f(x)={\frac {1}{\sigma {\sqrt {2\pi }}}}e^{-{\frac {x^{2}}{2\sigma ^{2}}}}}
Het maximum van {\displaystyle f} is 
{\displaystyle f(0)={\frac {1}{\sigma {\sqrt {2\pi }}}}}
De halve waarde hiervan wordt bereikt voor:
{\displaystyle f(x)={\frac {1}{2\sigma {\sqrt {2\pi }}}}},
dus
{\displaystyle e^{-{\frac {x^{2}}{2\sigma ^{2}}}}={\tfrac {1}{2}}},
waaruit volgt:
{\displaystyle x^{2}=2\sigma ^{2}\ln 2}
De halfwaardebreedte is dus:
{\displaystyle 2\sigma {\sqrt {2\ln 2}}\approx 2{,}355\sigma }